# Armínio Fraga (médico)
Armínio Fraga (São Pedro de Muritiba, 12 de agosto de 1892 – 11 de outubro de 1964) foi um médico brasileiro.
Doutorou-se pela Faculdade de Medicina da Bahia em 1917, com a tese “Insuficiência para-renal no impaludismo”.  Mais adiante, mudou-se para o Rio de Janeiro e foi trabalhar no Instituto Oswaldo Cruz e na Santa Casa de Misericórdia do Rio de Janeiro, onde foi Chefe da 26ª Enfermaria.
Foi eleito membro da Academia Nacional de Medicina em 1928, sucedendo Emílio Emiliano Gomes na Cadeira 44, que tem João Pizarro Gabizo como patrono. 
Em seus quarenta anos de exercício clínico, o Dr. Fraga acompanhou a evolução dos tratamentos de dermatologia, foi Inspetor Sanitário concursado pelo Ministério da Saúde e também foi Chefe de Serviço na Fundação Gaffrée Guinle e Membro da Sociedade Brasileira de Dermatologia e da Sociedade Argentina de Dermatologia